# Кузалис, Анастасиос
Анастасиос Кузалис (греч. Αναστάσιος Κουζάλης; род. (1950) — президент Ассоциации выпускников советских и российских вузов на Кипре. Выпускник университета дружбы народов (1974), физик, кандидат физико-математических наук.

## Биография
Анастасиос Кузалис родился в 1950 году. В 1974 году окончил с отличием факультет физико-математических и естественных наук УДН им. Патриса Лумумбы по специальности «физика», после чего продолжил своё обучение в аспирантуре УДН на кафедре радиофизики (научный руководитель — доцент А. В. Чекан). Анастасиос Кузалис в 1978 году стал первым аспирантом кафедры, успешно защитившим кандидатскую диссертацию по интегральной оптике и ему была присвоена степень кандидата физико-математических наук.
Анастасиос, ещё будучи студентом, познакомился со своей будущей женой Верой, с которой они вместе и по сей день. Вера Владимировна была студенткой Химико-технологического университета им. Д. И. Менделеева.
Вернувшись на родину Анастасиос Кузалис преподавал физику в гимназиях и лицеях, а также в Педагогической академии Кипра.
С 1980 года Кузалис регулярно избирался на пост генерального секретаря Кипрской ассоциации выпускников советских (российских) вузов.
C 1982 по 1985 год был генеральным секретарём Союза физиков Кипра. С 1988 года член Совещательного комитета высшего образования Кипра. 1989—1995 годы — Анастасиос являлся сотрудником департамента высшего образования Министерства образования и культуры Кипра. В 1995 году был назначен заместителем директора средних учебных заведений.
На Учёном совете ТПУ в 1998 году Анастасиосу Кузалису было присвоено звание «Почётный профессор Томского политехнического университета».
С 2001 года — директор средних учебных заведений, генеральный секретарь Ассоциации директоров средних учебных заведений.
Анастасиос Кузалис с 2004 по 2010 год по решению Совета Министров Республики Кипр был назначен председателем Комиссии образовательной службы Республики.
С 2014 года — президент Ассоциации выпускников российских (советских) вузов на Кипре. По возвращении на родину Анастасиос вступил сразу в Ассоциацию, которая была создана в 1974 году. Кузалис являлся активным её участником. С 1980 по 2014 годы был в должности генерального секретаря, а с 2014 года — президент Ассоциации.
Анастасиос Кузалис является автором статей по науке и образованию. Автор книги по лазерной физике и её применению в области государственной экономики и образования. Выступал с докладами на съездах физиков Греции и Кипра в Москве.
Женат, супруга — Вера Владимировна. Имеет сына, дочь и двух внучек.